# Белмар (Њу Џерзи)
Белмар (енгл. Belmar) град је у америчкој савезној држави Њу Џерзи.

## Демографија
По попису из 2010. године број становника је 5.794, што је 251 (-4,2%) становника мање него 2000. године.
| Група             | 2000.         | 2010.         |
| Белци             | 5.274 (87,2%) | 4.520 (78,0%) |
| Афроамериканци    | 209 (3,5%)    | 202 (3,5%)    |
| Азијати           | 62 (1,0%)     | 53 (0,9%)     |
| Хиспаноамериканци | 414 (6,8%)    | 971 (16,8%)   |
| Укупно            | 6.045         | 5.794         |